# Coupe d'Allemagne de patinage artistique 2001
Navigation
Édition précédente Édition suivante
La Coupe d'Allemagne était une compétition internationale de patinage artistique qui se déroulait en Allemagne au cours de l'automne, entre 1986 et 2004. Elle accueillait des patineurs amateurs de niveau senior dans quatre catégories: simple messieurs, simple dames, couple artistique et danse sur glace. En 2001, son nom officiel était Sparkassen Cup on Ice (Coupe sur glace des caisses d'épargne, en français).
La quinzième Coupe d'Allemagne est organisée du 9 au 11 novembre 2001 à la Emscher-Lippe-Halle de Gelsenkirchen. Elle est la troisième compétition du Grand Prix ISU senior de la saison 2001/2002.

## Résultats

### Messieurs
| Rang | Nom                | Pays        | Points | Prog. court | Prog. libre |
| ---- | ------------------ | ----------- | ------ | ----------- | ----------- |
| 1    | Evgeni Plushenko   | Russie      | 1.5    | 1           | 1           |
| 2    | Timothy Goebel     | États-Unis  | 3.0    | 2           | 2           |
| 3    | Li Chengjiang      | Chine       | 4.5    | 3           | 3           |
| 4    | Aleksandr Abt      | Russie      | 6.5    | 5           | 4           |
| 5    | Takeshi Honda      | Japon       | 7.0    | 4           | 5           |
| 6    | Elvis Stojko       | Canada      | 9.0    | 6           | 6           |
| 7    | Stefan Lindemann   | Allemagne   | 11.0   | 8           | 7           |
| 8    | Michael Weiss      | États-Unis  | 12.5   | 7           | 9           |
| 9    | Vitali Danilchenko | Ukraine     | 13.5   | 11          | 8           |
| 10   | Frédéric Dambier   | France      | 15.0   | 10          | 10          |
| 11   | Roman Skorniakov   | Ouzbékistan | 15.5   | 9           | 11          |
| 12   | Silvio Smalun      | Allemagne   | 18.0   | 12          | 12          |

### Dames
| Rang | Nom                | Pays        | Points | Prog. court | Prog. libre |
| ---- | ------------------ | ----------- | ------ | ----------- | ----------- |
| 1    | Maria Butyrskaya   | Russie      | 1.5    | 1           | 1           |
| 2    | Yoshie Onda        | Japon       | 3.5    | 3           | 2           |
| 3    | Angela Nikodinov   | États-Unis  | 4.0    | 2           | 3           |
| 4    | Jennifer Kirk      | États-Unis  | 6.0    | 4           | 4           |
| 5    | Kristina Oblasova  | Russie      | 7.5    | 5           | 5           |
| 6    | Tatiana Malinina   | Ouzbékistan | 9.0    | 6           | 6           |
| 7    | Silvia Fontana     | Italie      | 10.5   | 7           | 7           |
| 8    | Susanna Pöykiö     | Finlande    | 12.0   | 8           | 8           |
| 9    | Anne-Sophie Calvez | France      | 13.5   | 9           | 9           |
| 10   | Andrea Diewald     | Allemagne   | 15.5   | 11          | 10          |
| 11   | Marianne Dubuc     | Canada      | 16.0   | 10          | 11          |

### Couples
| Rang | Nom                                       | Pays       | Points | Prog. court | Prog. libre |
| ---- | ----------------------------------------- | ---------- | ------ | ----------- | ----------- |
| 1    | Shen Xue / Zhao Hongbo                    | Chine      | 1.5    | 1           | 1           |
| 2    | Kyoko Ina / John Zimmerman                | États-Unis | 3.5    | 3           | 2           |
| 3    | Maria Petrova / Aleksey Tikhonov          | Russie     | 4.0    | 2           | 3           |
| 4    | Valerie Saurette / Jean-Sébastien Fecteau | Canada     | 6.5    | 5           | 4           |
| 5    | Valérie Marcoux / Bruno Marcotte          | Canada     | 7.0    | 4           | 5           |
| 6    | Tatiana Chuvaeva / Dmitri Palamarchuk     | Ukraine    | 9.0    | 6           | 6           |
| 7    | Kateřina Beránková / Otto Dlabola         | Tchéquie   | 11.0   | 8           | 7           |
| 8    | Victoria Maxiuta / Vitaly Dubina          | Ukraine    | 11.5   | 7           | 8           |
| 9    | Marie-Pierre Leray / Nicolas Osseland     | France     | 13.5   | 9           | 9           |

### Danse sur glace
| Rang | Nom                                     | Pays      | Points | Danse imposée | Danse originale | Danse libre |
| ---- | --------------------------------------- | --------- | ------ | ------------- | --------------- | ----------- |
| 1    | Barbara Fusar-Poli / Maurizio Margaglio | Italie    | 2.0    | 1             | 1               | 1           |
| 2    | Marie-France Dubreuil / Patrice Lauzon  | Canada    | 4.0    | 2             | 2               | 2           |
| 3    | Natalia Romaniuta / Daniil Barantsev    | Russie    | 6.0    | 3             | 3               | 3           |
| 4    | Alia Ouabdesselam / Benjamin Delmas     | France    | 8.0    | 4             | 4               | 4           |
| 5    | Valentina Anselmi / Fabrizio Pedrazzini | Italie    | 10.4   | 6             | 5               | 5           |
| 6    | Agata Błażowska / Marcin Kozubek        | Pologne   | 11.6   | 5             | 6               | 6           |
| 7    | Stephanie Rauer / Thomas Rauer          | Allemagne | 15.2   | 7             | 9               | 7           |
| 8    | Jill Vernekohl / Dmitri Kurakin         | Allemagne | 15.8   | 9             | 7               | 8           |
| 9    | Nozomi Watanabe / Akiyuki Kido          | Japon     | 17.0   | 8             | 8               | 9           |
| 10   | Anna Mosenkova / Sergei Sychov          | Estonie   | 20.0   | 10            | 10              | 10          |

## Source
- Patinage Magazine N°80 (Décembre 2001)